# L'Oncle d'Amérique (jeu)
Pour les articles homonymes, voir L'Oncle d'Amérique.
L'Oncle d'Amérique est un jeu de société de Miro Company daté de 1946. C'est un jeu de bourse et de spéculation agrémenté d'événements humoristiques.
Les joueurs jettent deux dés qui indiquent quelle action est en jeu. Si cette action est disponible, ils doivent l'acheter, sinon un dividende est perçu. Avant de jeter les dés, un joueur peut revendre à la banque une action qui a atteint une cote qui lui semble intéressante. Posséder plusieurs action de même couleur permet de multiplier ses gains.
Le jeu est présenté dans une grande boîte avec un tableau de cotes qui tient verticalement dans des encoches prévues pour cela. Les événements humoristiques sont présentés comme des dépêches d'un journal fictif, La Trompette du soir.